# Romualdo Gandia Ibáñez
Romualdo Jorge Gandia Ibáñez (n. Montevideo; 15 de julio de 1882 - f. Ib.; 21 de febrero de 1953) fue un abogado, periodista y político uruguayo, integrante del Partido Colorado. Fue viceministro de Defensa Nacional entre 1931 y 1935, durante el gobierno de Gabriel Terra, y fue uno de los impulsores -junto con el entonces mandatario- del Golpe de Estado dado en 1933. Además, es recordado por su discurso en contra de la democracia realizado el 25 de agosto de 1934.

## Historia
Nació en Montevideo en 1882, hijo de Juan Domingo Gandia y Marta Ibáñez, inmigrantes españoles que habían llegado a Uruguay en la década de 1870. Se casó con María Sara Rodríguez en 1905, pero no tuvieron hijos.
Su carrera política comenzó en los primeros años de su juventud. Su primera actividad como militante fue registrada en 1902, cuando concurrió a un acto del candidato presidencial José Batlle y Ordóñez, del Partido Colorado, que luego sería electo presidente para el período 1903-1907. Batlle y Ordóñez también tendría un segundo período de gobierno, entre 1911 y 1915.
Luego de presenciar el acto de Batlle y Ordóñez, comenzó a acercarse cada vez más al Partido Colorado, al tiempo que cursaba sus estudios en Derecho y Ciencias Sociales.
Durante el primer período de gobierno de Batlle y Ordóñez, comenzó a escribir en el diario El Día.
Sus columnas de política comenzaron a calar hondo en los lectores, quienes se interesaban por sus comentarios. Sin embargo, sus opiniones fueron variando con el tiempo hacia una postura conservadora y antiliberal, opuesta al batllismo, por lo que finalmente se retiró del periódico en 1917.
Para ese año, Gandia había logrado ser una destacada figura dentro del Partido Colorado gracias a sus publicaciones en el diario El Día y se presentó como candidato a diputado en las elecciones de 1918, apoyando a un prominente militante colorado: Gabriel Terra.
Cuando Terra fue elegido presidente, en 1930, Gandia fue designado subsecretario de Defensa, cargo que ocupó hasta 1935. Luego se retiró de la política y continuó su desempeño profesional como abogado.
Falleció en Montevideo en 1953, a los 70 años de edad.

## Impulsor del Golpe de Estado
Gabriel Terra llegó al poder en 1931, luego de las elecciones que lo nombraron ganador en 1930. Terra era de origen batllista, es decir, liberal y anticlerical, pero se transformó en un conservador cuando su hermana se casó por la Iglesia Católica con Alfredo Baldomir.
Uruguay comenzó a entrar en un estado de convulsión, principalmente por enfrentamientos entre conservadores religiosos y liberales anticlericales. Por eso, decidió dar un Golpe de Estado el 31 de marzo de 1933. Para ello, contó con la ayuda de su cuñado, Alfredo Baldomir, pero también jugó un rol preponderante quien ocupaba el cargo de viceministro de Defensa, Romualdo Gandia.
Gandia tenía una excelente relación con las fuerzas armadas, y fue el encargado de convocar a los altos mandos militares y aliarlos bajo su consigna, de modo tal de que colaboraran con la disolución de las cámaras en el Parlamento. En el verano de 1933, Gandia reunió a los jefes del Ejército, la Armada y la Fuerza Aérea y logró el apoyo necesario.

## Discurso en el Paraninfo de la Universidad
En ocasión del aniversario por la Declaratoria de la Independencia, Gandia ofreció un recordado discurso en el Paraninfo de la Universidad de la República. Según las crónicas de la época, Gandia dijo lo siguiente: "Debemos festejar, queridos compatriotas, los logros que hemos alcanzado en este último año. Tenemos un gobierno de unidad, sin fisuras, lo que permite que todos los uruguayos nos podamos sentir seguros del rumbo trazado. Las democracias están perimidas; en todo el mundo se puede ver cómo ha fracasado ese modelo, que pretende creer que las mayorías tienen razón, por más que estén desinformadas y sin capacidad de discernir el bien del mal para poder votar. Pero nosotros hemos demostrado ser un país de vanguardia. Los uruguayos son felices sin necesidad del sufragio, y todos los compatriotas lo reconocen cada día más. El futuro nos espera, con un nuevo modelo de gobierno que deje en el pasado la democracia y encuentre en los hombres más capaces, más preparados, más inteligentes, los gobernantes más idóneos".